# Norbert Feher
Norbert Feher (Subotica, 10 de febrero de 1981), también conocido como Igor el ruso, Igor Vaclavic y Ezequiel, es un criminal serbio de etnia húngara. Se le atribuyen diversos crímenes de asesinato y robo en Italia y España. Se encuentra actualmente en esta última cumpliendo condena al ser capturado tras su último crimen en Andorra (Teruel).

## Biografía

### Primeros años
Nació en 1981 en la ciudad de Subotica, en la provincia autónoma de Vojvodina en Serbia (en ese entonces Yugoslavia), donde hay una fuerte presencia húngara. Es hijo de Jene y Zuzana.
Según lo que dijo a sus compañeros de prisión, sirvió en el ejército ruso durante la Primera Guerra Chechena como miembro de las unidades especiales. También, según sus historias, mientras él estaba en Rusia, su hija habría sido asesinada en represalia contra él. Después de haber desertado del ejército ruso se habría mudado a China, donde habría aprendido el idioma. Además de este, tiene conocimientos de italiano, serbocroata, húngaro, rumano, ruso y algo de español.
Buscado por la policía serbia por robo y violencia sexual, en 2006 se mudó a Italia.

### Italia
En 2007, a pesar de su capacidad de cambiar radicalmente su apariencia, fue arrestado por las autoridades italianas por una serie de robos entre Ferrara y Rovigo, caracterizados por el uso preferente de armas blancas como el arco y el cuchillo, ganándose el apodo de ninja en el área. En la prisión de Rovigo se presentó ante las autoridades italianas bajo la falsa identidad de Igor Vaclavic, evitando así la extradición.
Liberado en 2010, volvió a la actividad criminal y parece haberse dedicado también a la actividad de gigoló. El 4 de noviembre de 2011, el fiscal jefe de Ferrara firmó una orden de expulsión, pero, en ausencia de identificación y no haber sido reconocido por Rusia (de la que había dicho que era ciudadano), permaneció en la prisión de Argone hasta su liberación anticipada, en 2015. Nuevamente enviado al CIE, esta vez tampoco fue expulsado. La familia que permanecía en Serbia y con quienes se mantuvo en contacto no colaboraron en la investigación.
El 1 de abril de 2017, Feher roba en un estanco en la localidad de Riccardina (Budrio, Bolonia), donde el propietario, Davide Fabbri, de 52 años, trata de desarmar al ladrón, arrebatándole el arma de la mano, pero Feher reaccionó y le asesinó disparándole dos veces en el pecho con una segunda arma, una pistola semiautomática Smith & Wesson 9 × 21 robada el 29 de marzo a un guardia de seguridad. En su huida acaba también con la vida del camarero Avide Fabri. Después del robo, Feher se escondió en las marismas del área de Ferrara, donde el 8 de abril de 2017 mató al guardia forestal Valerio Verri e hirió gravemente a otro. A pesar del uso de 150 hombres por turno, pertenecientes a equipos especiales equipados con gafas de visión nocturna por infrarrojos y visores térmicos y perros rastreadores, el asesino no es capturado. Feher incluso llega a desafiar a la policía que lo persigue. Probablemente, su fuga se vio favorecida por la ayuda de sus amigos y antiguos cómplices.

### España
El 17 de mayo de 2017, envió una postal al comando central de los carabineros de Ferrara en la que anuncia que abandonó Italia y su llegada a España. Según los informes de las autoridades españolas, al huir de Italia a España, habría cruzado 8 países utilizando 18 identidades diferentes. El 5 de diciembre, asalta una granja en Albalate del Arzobispo, siendo descubierto por el propietario y un cerrajero, ambos heridos por él. Posteriormente, se traslada a la localidad de Andorra, donde en otro robo asesina el 14 de diciembre al ganadero José Luis Iranzo Alquézar, de 39 años y nieto del Pastor de Andorra, junto a los guardias civiles Víctor Romero Pérez, de 30 años, y Víctor Jesús Caballero Espinosa, de 38 años, a pesar de que los agentes iban equipados con chalecos antibalas, apropiándose luego de sus armas reglamentarias.
Tras un amplio operativo policial, Feher es arrestado por las autoridades españolas en Mirambel (Teruel), alrededor de las 2:50 a. m. del 15 de diciembre de 2017, después de un accidente de tráfico durante la fuga que lo deja inconsciente y le imposibilita resistirse al arresto. A pesar de la solicitud de extradición de las autoridades italianas, las autoridades españolas lo juzgan primero por los crímenes cometidos en su territorio, siendo condenado el 3 de febrero de 2020 a cadena perpetua revisable por dos delitos de tentativa de homicidio y uno de tenencia ilícita de armas por la Audiencia Provincial de Teruel por el crimen de Albalate. Actualmente, se encuentra cumpliendo condena en España sin posibilidad de libertad bajo fianza.

### Otros posibles delitos
El 30 de diciembre de 2015, Salvatore Chianese de 42 años, fue asesinado en una cantera en Fosso Ghiaia (Rávena). Las investigaciones revelaron que el rifle utilizado para el asesinato corresponde al del robo en Bar Gallo en abril de 2015.
En un principio, también fue sospechoso de tener responsabilidad en el crimen de Susqueda el 24 de agosto de 2017, donde en el embalse de la misma localidad fueron asesinados Paula Mas y Marc Hernández, sin embargo, el 25 de febrero de 2018 fue detenido Jordi Magentí Gamell, un vecino de 60 años que ya había sido condenado en el pasado por el asesinato de su exmujer, liberando de culpabilidad a Feher de este caso.